# Phorocera cirrata
Phorocera cirrata är en tvåvingeart som först beskrevs av Robineau-desvoidy 1830.  Phorocera cirrata ingår i släktet Phorocera och familjen parasitflugor. Inga underarter finns listade i Catalogue of Life.